# Anton Kos
‎Anton Kos - Čobo, slovenski partizan, rudar, * 17. marec 1922, Trbovlje, † ?.
V NOV in POS je vstopil v 22. maja 1943. Kot pripadnik 12. slovenske narodnoosvobodilne brigade je bil eden izmed odposlancev, ki so se udeležili Zbora odposlancev slovenskega naroda v Kočevju.